# Dietrich Heinrich Jürgenson

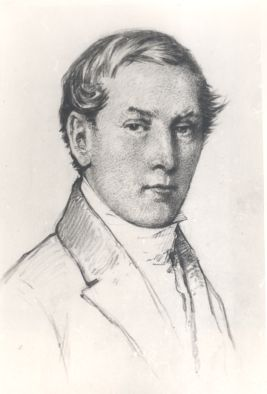
Dietrich Heinrich Jürgenson

Dietrich Heinrich Jürgenson (* 15. Julijul. / 27. Juli 1804greg. in Vasalemma; † 10. Augustjul. / 22. August 1841greg. in Tartu) war ein estnischer Philologe und Literaturwissenschaftler.

## Leben und Werk
Dietrich (Diedrich) Heinrich Jürgenson wurde als Sohn des Gutsarbeiters und späteren Kleinkaufmanns Carl Jürgenson († 1840) und Magdalene Falck geboren. Im Alter von zehn Jahren begann Dietrich Heinrich Jürgenson seine Schulbildung bei einem Küster und setzte sie von 1817 bis 1819 an der Kreisschule in Tallinn und von 1819 bis 1823 am Gouvernements-Gymnasium in Tallinn fort. Während der Gymnasialzeit wurde der begabte Junge von einem wohlhabenden Gönner finanziell unterstützt, bei dem er auch wohnte und dessen umfangreiche Bibliothek er nutzen konnte.
Von 1823 bis 1826 studierte Jürgenson an der Kaiserlichen Universität Dorpat Theologie. Daneben eignete er sich die Kenntnis semitischer Sprachen (Hebräisch, Arabisch, Chaldäisch und Syrisch) an und besuchte Vorlesungen in Philosophie, Literaturwissenschaft und Pädagogik.
Nach seinem Abschluss war Jürgenson als Hauslehrer für die Kinder des adligen und gebildeten Gutsherren von Tuulna (Thulna) bei Keila (Kegel) tätig. Ende 1827 erhielt er den Ruf als Direktor und Oberlehrer an das neu gegründete Elementarlehrer-Seminar in Tartu, das estnische und lettische junge Männer zu deutschsprachigen Grundschullehrern für ganz Estland und Livland ausbilden sollte. Jürgenson trat die Stelle im Mai 1828 an und hatte sie bis zu seinem Tod inne. Er wird als angesehener Pädagoge beschrieben.
Am 3. Juli 1831 heiratete Jürgenson in Reval seine ehemalige Schülerin aus Tuulna, Wilhelmine von Rehekampff (* 21. Mai 1814), die einer angesehenen alteingesessenen deutschbaltischen Adelsfamilie entstammte. Das Paar hatte wenigstens zwei Kinder.
In den 1830er Jahren schloss sich Jürgenson an der Universität Dorpat dem gelehrten Wissenschaftlichen Unterhaltungs-Cirkel an und nahm aktiv am akademischen Leben teil. Im Januar 1838 war er einer der 19 Mitbegründer der Gelehrten Estnischen Gesellschaft (Õpetatud Eesti Selts), die sich um eine stärkere Befassung mit estnischer Kultur, Sprache und Literatur bemühte. Von 1838 bis 1841 war er erster Sekretär der Gesellschaft.
Von 1837 bis zu seinem Tod war Dietrich Heinrich Jürgenson Lektor für estnische Sprache an der Universität Dorpat. Er war der erste Este, der dieses Amt bekleidete. Jürgenson leistete unter anderem wichtige Vorarbeiten für das große Estnisch-Deutsche Wörterbuch und setzte die Arbeiten Rosenplänters an der Bibliographie aller Werke in estnischer Sprache fort. Daneben war Jürgenson in zahlreichen Wohltätigkeitsgesellschaften wie dem Dorpater Deutscher Hilfsverein aktiv.
Im Sommer 1841 erkrankte Jürgenson schwer, als er zu Fuß zu einer Reise durch Estland aufbrach, um Materialien für sein Wörterbuch zu sammeln. Er starb wahrscheinlich an Typhus.

## Werke (Auswahl)
- Das Elementarlehrer-Seminarium zu Dorpat nach seiner gegenwärtigen Einrichtung und Verfassung. Tartu 1833
- Ueber die Entstehung der beiden Hauptdialecte der Esthnischen Sprache. Vortrag, 1839
- Teädaandminne. Tartu 1840
- Kurze Geschichte der ehstnischen Literatur. Tartu 1843/44 (postum)